# Vlasina Okruglica
Vlasina Okruglica (em cirílico: Власина Округлица) é uma vila da Sérvia localizada no município de Surdulica, pertencente ao distrito de Pčinja. A sua população era de 128 habitantes segundo o censo de 2011.

## Demografia
| 1948 | 1953 | 1961 | 1971 | 1981 | 1991 | 2002 | 2011 |
| ---- | ---- | ---- | ---- | ---- | ---- | ---- | ---- |
| 1686 | 1852 | 1576 | 1180 | 666  | 281  | 163  | 128  |